# Canthidium aurichalceum
Canthidium aurichalceum е вид бръмбар от семейство Листороги бръмбари (Scarabaeidae).

## Разпространение
Видът е разпространен в Бразилия (Амазонас) и Френска Гвиана.